# さたなきあ
さたなきあ（1966年 - ）は、日本の小説家、レビュアー。

## 経歴
龍谷大学文学部哲学科卒業。
雑誌『季刊・幻想文学』などで作家・レビュアーとして活動している人物。1995年より、KKベストセラーズから実話怪談の文庫本を、ほぼ1年に1冊のペースで世に出している。これらの怪談は、毎日放送のラジオ番組『ありがとう浜村淳です』の中で紹介されてもいる。
著書『現代怪奇妖異譚』の記述によると、かつてある就職情報誌に関係していたという。また、金融先物取引関係の職に就いていたこともある。
2016年～全文庫著作（単著）の電子書籍化を完了。これらはアマゾン・Kindle他の電子書籍にて展開中。またツイッターを利用し始める。
2017年以降、エブリスタサイトに新作怪談・奇譚その他の作品のネット投稿を開始。無料にて閲覧可能。受賞作アリ。
2019年初頭から同業怪談作家氏主催の「怪談ライブ」に積極的に参加。
2019年11月。竹書房主催の「怪談最恐戦」大阪予選に参加。

## 著作

### KKベストセラーズ
1. 1995年 – 現代怪奇妖異譚 異界への扉はあなたの隣に開かれている
2. 1996年 – 本当にあった超怖い話 戦慄の怪奇コレクション
3. 1997年 – 本当にあった超怖い話2 震撼の怪奇コレクション
4. 1999年 – 本当にあった恐怖体験 ひたすら震える20の実話
5. 2000年 – マジで超怖い話 本当にあった21の恐怖
6. 2001年 – 超怖い怖い怖～い話 ほら、あなたの隣に…
7. 2002年 – とびっきり超怖～い話 戦慄と妖気の怪談集
8. 2003年 – 恐怖袋 本当にあった震える話
9. 2004年 – 怖い話∞(ムゲンダイ) あってはならない本当の物語
10. 2005年 – 怖すぎる話 本当にあった超怪奇譚
11. 2006年 – たまらなく怖い怪談 身の毛がよだつ実話集
12. 2007年 – あなたの隣の怪談集 身近で起こった震える話
13. 2009年 – とてつもなく怖い話 震えが止まらない怪談集
14. 2011年 – 超怖いほんとうの話
15. 2012年 – 魑魅の館
16. 2013年 – 凄すぎる怪談

### amazon Kindle
1. 2014年 - とびっきり超怖～い話　戦慄と妖気の怪談集（改訂版）

竹書房
1. 2018年－百物語　サカサノロイ　（共著・アンソロジー『錆びついた家』収録）
2. 2018年－街角怪談　（共著・アンソロジー『ノリエ』収録）
3. 2019年－街角怪談　噂箱（共著・アンソロジー　『何時ですか？』『水路鬼談』収録）